# Regla 34
La regla 34 (del inglés, rule 34) es un meme de internet que afirma que la pornografía en internet existe con respecto a todos los temas imaginables. El concepto se representa comúnmente como fan art que se involucran en un comportamiento sexual. También puede incluir escritos, gifs, videos o cualquier otra forma de medio a la que Internet ofrezca oportunidades de proliferación.  

## Historia

### Trasfondo
El arte erótico imaginativo es antiguo. Safo fue mucho antes de que se acuñara la "Regla 34", las mini historietas eróticas llamadas Biblias de Tijuana representaban personajes de historietas populares como Popeye y Little Orphan Annie.

### Origen
El término "Regla 34" se originó a partir de un webcomic de 2003, titulado "Rule #34 There is porn of it. No exceptions." El cómic fue dibujado por TangoStari (Peter Morley-Souter) para representar su sorpresa al ver la parodia porno de Calvin y Hobbes. Aunque el cómic se desvaneció en la oscuridad, la leyenda instantáneamente se hizo popular en Internet. Desde entonces, esta frase se ha adaptado a diferentes versiones sintácticas e incluso se ha utilizado como verbo.

### Popularización
En mayo de 2007, se lanzó una base de datos de la Regla 34 en Paheal.net con un archivo de búsqueda de imágenes de la Regla 34, y sitios similares comenzaron a aparecer poco después.  El 20 de agosto de ese año, el webcomic xkcd publicó un cómic titulado "Regla 34", que involucraba escenarios sexuales hipotéticos que incluían concursos de ortografía homoeróticos.
En 2008, los usuarios del tablón de imágenes 4chan publicaron numerosas parodias y dibujos animados sexualmente explícitos que ilustraban la Regla 34. En el argot especial de los foros de 4chan, "pornografía" se llama regla 34, Pr0nz. Un diccionario de neologismos afirma que la Regla 34 "comenzó a aparecer en publicaciones de Internet en 2008".
A medida que la Regla 34 continuaba difundiéndose en Internet, los medios tradicionales comenzaron a informar sobre ella. Un artículo del Daily Telegraph de 2009 enumeró la Regla 34 como la tercera de las "10 principales" reglas y leyes de Internet. Una historia de CNN de 2013 dijo que la Regla 34 era "probablemente la regla de Internet más famosa" que se ha convertido en parte de la cultura dominante. El 14 de noviembre de 2018, un realizador de directos de Twitch celebró su cumpleaños de dieciocho años publicando un video en Twitter en el que buscaba imágenes de la Regla 34. El popular video y sus respuestas fueron cubiertas por The Daily Dot.
Los fanfiction han erotizado a numerosas figuras políticas de las elecciones presidenciales de Estados Unidos de 2016 y el bloqueo del Canal de Suez de 2021 por el buque portacontenedores Ever Given. Libros cortos de bajo costo llamados "Tinglers" han representado dinosaurios y aviones antropomorfizados en actos sexuales. El autor probablemente seudónimo, Chuck Tingle, publicó una erótica distópica sobre el Brexit, presentando sexo con una moneda gigante de una libra del futuro, horas después de que pasara el referéndum.

## Análisis
Según los investigadores Ogi Ogas y Sai Gaddam, "Hoy, la Regla 34 prospera como tradición sagrada en blogs, videos de YouTube, fuentes de Twitter y sitios de redes sociales. Se usa con frecuencia como verbo, como en "I Rule 34'ed Paula Abdul and Simon Cowell on the juzging table". Proponen que la razón por la que la regla resonó en tanta gente es porque "ciertamente parece cierta" para "cualquiera que haya pasado tiempo navegando por la Web". Ogas dijo que después del estudio de 2009-2010, la consolidación de la industria del porno en agregadores de video de gran participación en el mercado ha reducido la visibilidad de los videos de nicho de mercado. Los sitios favorecen el contenido principal directamente al dirigir a los usuarios hacia él e indirectamente al perjudicar a los pequeños productores que no pueden permitirse medidas estrictas contra la piratería, lo que pone en duda la capacidad de la regla para mantenerse al día con el mercado.
Cory Doctorow concluye: "La regla 34 se puede considerar como una especie de acusación de la Web como un pozo negro de monstruos, geeks y bichos raros, pero visto a través de la lente del cosmopolitismo, revela cierta sofisticación, un enfoque gourmet de la vida".
La erudita feminista Susanna Paasonen resume la Regla 34, junto con las versiones de las Reglas 35 y 36 en el sentido de que no importa cuán improbable o inusual sea el concepto, la pornografía está disponible en línea o lo estará. John Paul Stadler concluyó que la Regla 34 refleja la codificación de las parafilias en estructuras de identidad social.

## Variaciones
La regla original fue reformulada y reiterada a medida que se viralizaba en Internet. Algunas permutaciones comunes omiten el original "Sin excepciones".
- "Regla 34: Hay pornografía".[20]
- "Regla 34: Si existe, hay pornografía de ello".[21]
- "Regla 34: Si existe, hay pornografía en Internet".[21]
- "Regla 34: Si puedes imaginarlo, existe como pornografía en Internet".[4]
- "Regla 34(r): Si existe, hay un subreddit dedicado a él".[4]

## Corolarios
- "Regla 35: La excepción a la Regla 34 es la cita de la Regla 34"[22]

- "Regla 35: Si no hay contenido +18, se hará".[18]
- "Regla 36: Siempre habrá más tonterias que la que acabas de ver"[18]

- "Regla 63: Por cada personaje masculino dado, hay una versión femenina de ese personaje y viceversa"[23]